# Roberto Alemann
Roberto Teodoro Alemann (ur. 22 grudnia 1922 w Buenos Aires, zm. 27 marca 2020 tamże) – argentyński ekonomista, polityk, minister.

## Działalność polityczna
Był profesorem ekonomii i bezpartyjnym politykiem. W okresie od 26 kwietnia 1961 do 12 stycznia 1962 był ministrem ekonomii w gabinecie prezydenta Frondziego. Ponownie funkcję ministra ekonomii sprawował od 22 grudnia 1981 do 30 czerwca 1982 w gabinecie prezydenta Galtieriego.